# Diplocephalus lancearius
Diplocephalus lancearius är en spindelart som först beskrevs av Simon 1884.  Diplocephalus lancearius ingår i släktet Diplocephalus och familjen täckvävarspindlar.
Artens utbredningsområde är Algeriet. Inga underarter finns listade i Catalogue of Life.